# Daifam
Daifam är en ort i Bhutan.   Den ligger i distriktet Samdrup Jongkhar, i den östra delen av landet, 250 kilometer öster om huvudstaden Thimphu. Daifam ligger 346 meter över havet och antalet invånare är 662.
Terrängen runt Daifam är varierad. Runt Daifam är det tätbefolkat, med 397 invånare per kvadratkilometer..
Omgivningarna runt Daifam är en mosaik av jordbruksmark och naturlig växtlighet.